# Уклонение от военной службы
Уклоне́ние от вое́нной слу́жбы — юридический термин, которым в различных государствах именуется готовый состав преступления или административного правонарушения, под которым подразумеваются любые действия, направленные на освобождение от призыва, прохождения или исполнения военной или альтернативной службы, совершенные лицом, призываемым на военную службу или проходящим её.
В мировой практике к данному понятию относят как единичные, так и массовые случаи уклонения людей от военной службы в связи с их социальными, политическими, культурными и нравственными убеждениями. В том числе в рамках военных кампаний могут появляться группы людей, которые не желают воевать на стороне государства, чьими гражданами они являются. Уклонение от военной службы считается уголовным преступлением в большинстве государств и стран, где установлен обязательный призыв на военную службу. Уклоняющихся от военной службы иногда называют «уклони́стами» (англ. draft dodgers) — термин, который стал популярным во время войны во Вьетнаме.

## Способы уклонения от военной службы
Способами уклонения от военной службы являются:
- Самовольное оставление части;
- Дезертирство. Уклонение от военной службы отличается от дезертирства тем, что только действующий военнослужащий может стать дезертиром, отлучаясь со службы по своей воле без получения законного отпуска или освобождения, при этом не имея намерения вернуться в армию[3].
- Симуляция болезни,
- Подкуп[4];
- Членовредительство[5];
- Игнорирование гражданином без уважительных причин мероприятий, связанных с призывом на военную службу, выражающееся в неявке на эти мероприятия[5];
- Предоставление подложных документов в качестве оснований для предоставления отсрочки либо освобождения от призыва[5];
- Неявка без уважительных причин по повесткам военного комиссариата на медицинское освидетельствование, заседание призывной комиссии или в военный комиссариат для отправки к месту прохождения военной службы[6];
- Неоднократные неявки без уважительных причин по повесткам военного комиссариата на мероприятия, связанные с призывом на военную службу, в период очередного призыва либо в течение нескольких призывов подряд, неявка в военный комиссариат по истечении действия уважительной причины[6].

Основания для предоставления отсрочки или освобождения от призыва — получение образовательной отсрочки, пацифистские убеждения.

## По государствам

### Римская империя
В Римской империи уклонявшихся от выполнения воинской повинности продавали в рабство.

### Российская Федерация
В России призыву на военную службу подлежат мужчины в возрасте от 18 до 30 лет.

Уклонение от военной службы в Российской Федерации уголовно наказуемо:
- Статья 337 УК России — «Самовольное оставление части или места службы» (наказываются арестом на срок до шести месяцев или содержанием в дисциплинарной воинской части на срок до одного года).
- Статья 338 УК России — «Дезертирство» (наказывается лишением свободы на срок до семи лет).
- Статья 339 УК России — «Уклонение от исполнения обязанностей военной службы путём симуляции болезни или иными способами» (наказывается ограничением по военной службе на срок до одного года, либо арестом на срок до шести месяцев, либо содержанием в дисциплинарной воинской части на срок до одного года).
- Статья 328 УК России — «Уклонение от прохождения военной и альтернативной гражданской службы».

Согласно данным исследовательской службы Европейского парламента, было подсчитано, что в середине 2010-х годов, половина из 150 000 молодых людей, ежегодно призываемых на военную службу, уклонялась от призыва.

#### Вторжение на Украину
В сентябре 2022 года после объявления мобилизации во время российского вторжения на Украину более 600 тысяч человек покинули страну, чтобы избежать призыва. Основными направлениями для россиян стали Грузия, Казахстан и Монголия.

### Австралия
Уклонение от военной службы было распространено в Австралии во время войны во Вьетнаме, хотя в местном масштабе больше было известно как «Сопротивление военной службе» или «активное неподчинение» (см. призыв в Австралии). О сопротивлении военной службе во время Вьетнамской войны снят фильм, который часто демонстрируется как часть Австралийского наследия.

### Канада
Канада использовала военную службу во время Первой и Второй мировой войны, и некоторые канадцы решили уклониться от неё.

#### Первая мировая война
Во время Первой мировой войны некоторые канадцы, которые не хотели быть призванными в армию Канады, уехали в США.

#### Вторая мировая война
Канада ввела воинскую повинность в 1940 году, приняв Национальный закон мобилизации ресурсов. Поскольку этот шаг был по своей сути непопулярным, за пределами французской Канады возникали дискуссии из-за того, что призывники не обязаны служить за пределами Канады (то есть в зонах боевых действий). Это изменилось в 1943 году, когда 13-й канадский отряд 6-й канадской пехотной дивизии приступил к бою против японцев на Алеутских островах — несколько человек дезертировали, а не пошли в бой; в конце концов, отряд не встретил врага, который бежал. Тот факт, что Алеутские острова были технически территорией Северной Америки, разрешил вопрос о том, что призывникам ранее не разрешалось служить за границей.
N.R.M.A. — люди, известные как «Зомби» на «G.S. Men» (те, которые вызвались на строевую службу (General Service), или, другими словами, согласились служить в боевых зонах). Призыв на военную службу стал разделяющей силой канадской политики в Первой мировой войне (ускоряющей политический кризис) и премьер-министр Маккензи Кинг пообещал во Второй мировой войне ввести «призыв при необходимости, но не обязательную воинскую повинность». В ноябре 1944 года после затратных боевых действий в Италии, Нормандии и Шельды, примерно 16 000 бойцов NRMA отправлены в Северо-Западную Европу в конце второго призывного кризиса. Количество военных, которые активно стремились уклониться от службы в Канаде, не известно. Из-за задержки в дислокации за границу историки не считают их число значительным.

### Новая Зеландия
Хотя Новая Зеландия и имела систему обязательного призыва на военную службу, более известную как «национальная служба», на войну во Вьетнам послали только «добровольно нанятых профессиональных солдат». Тем не менее, многие мужчины Новой Зеландии, отказавшиеся идти на военную службу, потеряли своё право голосования и были уволены или переведены с государственных должностей. Правительство никогда не выступало за угрозы длительного тюремного заключения в связи с уклонением от военной службы. Национальная служба, в том числе призыв, отменена в декабре 1972 года.

### Финляндия
Любой гражданин Финляндии, который отказывается выполнять и военные, и гражданские службы, но признанный годным к их прохождению, сталкивается с назначением наказания в размере 173 дней в тюрьме, за вычетом любых дней службы, но, как правило, такие наказания отбываются полностью в тюрьме, без права досрочного освобождения. Уклонение от призыва практически отсутствует, поскольку неявка на призывное мероприятие немедленно приводит к ордеру на арест, а правонарушитель доставляется полицией либо на призывное мероприятие (если оно еще продолжается), либо в региональное военное управление для физического осмотра и последующего определения времени индукции. Неподчинение приказу о вводе в должность также приводит к выдаче ордера на арест и преследуется как самовольное отсутствие или после пяти дней отсутствия как дезертирство. Для получения 5-летнего паспорта обычно требуется подтверждение прохождения военной или гражданской службы (могут применяться некоторые исключения). Без доказательств паспорт действителен максимум до 28-летия заявителя.

### Швеция
В 2019 году за бегство от армии в тюрьму посадили трех человек.

### Литва
За уклонение дается 3 года тюрьмы.

### Южная Корея
Общественность особо чувствительна к вопросам обязательной военной службы, а также имеет низкую толерантность по отношению к тем, кто пытается уклониться или получить особые условия, особенно после скандала с обеспеченными семьями, пойманными на попытках избежать военной службы. Те, кто обвинены в уклонении от военной службы и халатном отношении к долгу, часто сталкиваются с назначением сурового наказания и отрицательной общественной реакцией. Как высказывается Ха Чжэ-Кеун, популярный журналист Южной Кореи: «Настроения против уклонистов и халатно относящихся к долгу настолько враждебны, что в настоящее время эстрадные артисты чувствуют, что лучше просто сделать это».

### Германия
С 2011 года в Германии отменена принудительная военная служба. Ранее те, кто уклонялся от армейской или альтернативной службы, подвергались судебному преследованию и могли приговариваться к заключению в тюрьме. Уголовный кодекс ФРГ предусматривает уголовную ответственность за преступления, направленные против обороны страны, в них входило уклонение от исполнения воинской обязанности (§ 109, 109а), подразделяющееся на
- уклонение путём нанесения увечья;
- путём обмана[16].

Тот, кто наносит себе или другому лицу с его согласия увечье с целью оказаться непригодным для исполнения воинской обязанности или допускает совершение таких действий либо иным образом добивается непригодности, наказывается лишением свободы на срок до пяти лет
— 
§ 109а предусматривает те же действия, только совершенные обманным способом (симуляция физических недостатков), по данной статье наступление физических недостатков не обязательно; наказывается лишением свободы на 5 лет или штрафом.

### Болгария
До 2007 года, когда в Болгарии была отменена воинская повинность, Уголовный кодекс Болгарии в ч. 1 ст. 380 предусматривал ответственность за уклонение от службы «Кто без разрешения на срок от одних до трех суток оставит часть или место своей службы или не явится на службу при назначении, переводе, командировке, из отпуска, лечебного или исправительного учреждения, наказывается за уклонение от военной службы лишением свободы до двух лет», а ст. 382 гласит: «Кто уклонится от несения обязанности военной службы с намерением избежать навсегда несения такой обязанности, наказывается лишением свободы от одного года до восьми лет».

### Китай
Уголовный кодекс Китая предусматривает в качестве уклонения от военной службы такое преступление как членовредительство, но только в военное время и наказывается лишением свободы до 3 лет (при отягчающих обстоятельствах до 7 лет) — ст.434 УК, дезертирство в мирное время образует состав преступления только при отягчающих обстоятельствах (ст.435 УК). Также в Уголовном кодексе Китая предусмотрены самостоятельные составы преступлений — уклонений от военной службы: бегство с поля боя в военное время (ст. 424), добровольная сдача в плен по трусости (ст. 423), оставление поста и бегство за границу (ст. 430).

### Республика Казахстан
Все мужчины-казахстанцы, которым исполнилось 17 лет, обязаны встать на воинский учет. При этом они получают приписное свидетельство (приписной билет). Это существенный документ, означающий получение допризывником статуса призывника. Воинскому призыву в Казахстане подлежат граждане от 18 до 27 лет. Ст. 443 УК РК: Уклонение военнослужащего от исполнения обязанностей воинской службы путем симуляции болезни или причинения себе какого-либо повреждения (членовредительство) либо иного вреда своему здоровью или подлога документов, или иного обмана, а равно отказ от несения воинской службы — наказываются штрафом в размере до двухсот месячных расчетных показателей либо исправительными работами в том же размере, либо арестом на срок до пятидесяти суток.
Закон «О воинской службе и статусе военнослужащих» допускает отсрочку от призыва в армию по состоянию здоровья на срок до одного года. Причиной могут стать заболевания внутренних органов, хирургические заболевания, заболевания органов зрения. Получить отсрочку можно и по семейным обстоятельствам: если призывник женился и у него есть хотя бы один ребенок или юноша остался для своих родственников единственным кормильцем.